# Роквілл-Сентер (Нью-Йорк)
Роквілл-Сентер (англ. Rockville Centre) — селище (англ. village) в США, в окрузі Нассау штату Нью-Йорк. Населення — 26 016 осіб (2020).

## Географія
Роквілл-Сентер розташований за координатами 40°39′50″ пн. ш. 73°38′17″ зх. д. / 40.66389° пн. ш. 73.63806° зх. д. (40.664024, -73.638048).  За даними Бюро перепису населення США в 2010 році селище мало площу 8,63 км², з яких 8,41 км² — суходіл та 0,22 км² — водойми.

## Демографія
Згідно з переписом 2010 року, у селищі мешкали 24 023 особи в 9258 домогосподарствах у складі 6221 родини. Густота населення становила 2783 особи/км².  Було 9679 помешкань (1121/км²).
Расовий склад населення:
| - 88,7 % — білих - 4,6 % — чорних або афроамериканців - 2,1 % — азіатів - 0,1 % — корінних американців - 2,8 % — осіб інших рас |

До двох чи більше рас належало 1,7 %. Частка іспаномовних становила 9,0 % від усіх жителів.
За віковим діапазоном населення розподілялося таким чином: 24,7 % — особи молодші 18 років, 57,7 % — особи у віці 18—64 років, 17,6 % — особи у віці 65 років та старші. Медіана віку мешканця становила 43,8 року. На 100 осіб жіночої статі у селищі припадало 88,2 чоловіків;  на 100 жінок у віці від 18 років та старших — 82,3 чоловіків також старших 18 років.
Середній дохід на одне домашнє господарство  становив 145 097 доларів США (медіана — 106 415), а середній дохід на одну сім'ю — 178 832 долари (медіана — 137 349). Медіана доходів становила 100 449 доларів для чоловіків та 72 265 доларів для жінок. За межею бідності перебувало 4,9 % осіб, у тому числі 5,3 % дітей у віці до 18 років та 5,8 % осіб у віці 65 років та старших.
Цивільне працевлаштоване населення становило 11 560 осіб. Основні галузі зайнятості: освіта, охорона здоров'я та соціальна допомога — 30,8 %, фінанси, страхування та нерухомість — 15,2 %, науковці, спеціалісти, менеджери — 13,5 %.

## Відомі особистості
В поселенні народився:
- Кріс Гібсон (* 1964) — американський політик.